# 305P/Skiff
Pour les articles homonymes, voir Skiff (homonymie).
La comète Skiff, officiellement 305P/Skiff, est une comète périodique du système solaire, découverte le 7 octobre 2004 par Brian A. Skiff.